# Rarities (The Beatles)
Rarities is een compilatiealbum van de popgroep The Beatles dat verscheen in 1978. Er stonden heel wat nummers op die moeilijk te verkrijgen waren in Europa. Veel singles, maar ook B-kantjes en tracks van ep's waren nooit op reguliere albums verschenen. Oorspronkelijk zou het album onderdeel zijn van de box The Beatles Collection, maar later verscheen het ook los. In 1980 verscheen er een compilatiealbum speciaal voor de Amerikaanse markt met dezelfde titel, maar met een andere nummerlijst.

## Nummers

### Kant 1
- Across the Universe, versie zoals verschenen is op de verzamel-lp No One's Gonna Change Our World
- Yes It Is (B-kant Ticket to Ride)
- This Boy (B-kant I Want to Hold Your Hand)
- The Inner Light (Harrison) (B-kant Lady Madonna)
- I'll Get You (B-kant She Loves You)
- Thank You Girl (B-kant From Me to You)
- Komm, Gib Mir Deine Hand (Duitstalige versie van I Want to Hold Your Hand)
- You Know My Name (Look Up the Number) (B-kant Let It Be)
- Sie Liebt Dich (Duitstalige versie van She Loves You)

### Kant 2
- Rain (B-kant Paperback Writer)
- She's a Woman (B-kant I Feel Fine)
- Matchbox (Carl Perkins) (van de ep Long Tall Sally)
- I Call Your Name (van de ep Long Tall Sally)
- Bad Boy (Larry Williams) (uitgebracht op de Amerikaanse lp Beatles VI)
- Slow Down (Larry Williams) (van de ep Long Tall Sally)
- I'm Down (B-kant Help!)
- Long Tall Sally (Enotris Johnson/Richard Penniman/Robert Blackwell) (van de EP Long Tall Sally)

Alle liedjes zijn van Lennon-McCartney tenzij anders vermeld.